# Durival Britto e Silva
Durival Britto e Silva (Aracaju-SE, 28 de abril de 1895 — 1 de junho de 1954) foi um militar, exerceu os cargos de comandante do 2º Batalhão Ferroviário no período de 7 de dezembro de 1939 a 22 de janeiro de 1940, por um mês e quinze dias, até ser nomeado diretor-superintendente da Rede de Viação Paraná-Santa Catarina (RVPSC), antecessora da Rede Ferroviária Federal (RFFSA). Também ocupou cargo de Diretor na Estrada de Ferro Central do Brasil.
Durival Britto foi diretor-superintendente da RVPSC entre 12 de janeiro de 1940 e 24 de janeiro de 1947. Iniciou o processo de dieselização da ferrovia, com a aquisição de locomotivas Cooper-Bressemer e GE 25T em 1946.
Sobre sua administração da estatal em Curitiba, Paraná, foram construídos o estádio de futebol do Clube Atlético Ferroviário (Estádio Durival Britto e Silva - a Vila Capanema) e o introdução do Serviço de Ensino, através da instalação de escolas profissionais no Paraná e Santa Catarina.

## Legado

### Educação profissional
Fundou as escolas profissionais: Coronel Tibúrcio Cavalcanti (1940), na cidade de Ponta Grossa-PR; Coronel Durival Britto (1944), em Curitiba-PR; e Coronel Machado Lopes (1952), em Mafra-SC.
A escola ferroviária de Curitiba foi fundada por Durival Britto em 11 de abril de 1944, funcionava em um prédio adjunto ao Hospital Ferroviário, hoje Hospital Cajuru, foi transferida ao bairro chamado de Vila Oficinas, inicialmente chamada de Escola de Artes e Ofícios, era inicialmente destinada a filhos de ferroviários, depois passou a denominar-se Ginásio Ferroviário, que além do Ofício, os jovens que nela ingressavam obtinham o curso ginasial. O bairro Vila Oficinas tem esse nome em homenagem as Oficinas da RVPSC, inauguradas pelo Presidente Getúlio Vargas na década de 1940.
Na década de 1970 passou a denominar-se Centro de Formação Profissional Coronel Durival Britto e Silva, e o ingresso ao cargo de aluno-aprendiz seria realizado após aprovação em Concurso Público, o Centro de Formação tinha acordo com o Senai, o que melhorava em muito o programa e o currículo dos cursos, que tinham duração de 3 anos. O último Concurso Público foi realizado em 1994.
Além do Centro de Formação Profissional (CFP) de Curitiba, a RFFSA mantinha no país, outros 14 CFPs, que foram mantidos pela estatal até 1996, quando se iniciou os leilões de concessão das malhas da Rede. Alguns dos mesmos foram fechados outros municipalizados como é o caso do CFP Durival Britto em Curitiba.

### Estádio Durival Britto
Em 23 de janeiro de 1947, foi inaugurado o estádio que leva o seu nome. No final da década de 1940, o estádio foi o terceiro maior do país, com capacidade inferior apenas ao Pacaembu, em São Paulo e ao São Januário, no Rio de Janeiro.
O Estádio Durival Britto foi construído pelo Clube Atlético Ferroviário, dono original do local, mas também pertenceu ao Colorado Esporte Clube, clube criado após a fusão do Ferroviário com o Britânia Sport Club e o Palestra Itália Futebol Clube. Por fim, o estádio é casa do Paraná Clube desde que o Colorado fundiu-se com o Esporte Clube Pinheiros dando origem ao tricolor paranaense.